# 2011 i sydkoreansk musik
2011 i sydkoreansk musik innebär musikrelaterade händelser i Sydkorea under år 2011.
Det bäst säljande albumet i landet under året var The Boys av tjejgruppen Girls' Generation, medan den bäst säljande singeln var "Roly-Poly" av tjejgruppen T-ara. De artister som fick ta emot flest priser för årets artist vid sydkoreanska musikgalor var pojkbanden Beast, CNBLUE och Super Junior, samt tjejgruppen Girls' Generation, medan de artister som fick ta emot flest priser för årets nya artist var tjejgruppen Apink och den manliga sångaren Huh Gak. Årets album gick flest gånger till Mr. Simple av pojkbandet Super Junior, medan årets låt gick flest gånger till "Good Day" av den kvinnliga sångerskan IU, samt "Roly-Poly" av tjejgruppen T-ara.
Noterbara händelser under året inkluderar bildandet av musikgalan Gaon Chart Music Awards. Under året hölls även flera större musikevenemang, flera sydkoreanska skivbolag bildades, och ett par kända musiker avled. Noterbara debuterande musikgrupper under året som kom att ha framgångsrika framtida karriärer inkluderar tjejgrupper som Apink och Dal Shabet, samt pojkband som B1A4 och Block B.

## Försäljning

### Singlar
- Lista över singelettor på Gaon Chart 2011

Den mest sålda låten genom digital nedladdning var "Roly-Poly" av T-ara med fler än 4 miljoner nedladdningar, medan den mest sålda låten genom strömning var "Good Day" av IU med fler än 31 miljoner spelningar.
| Rank | Artist      | Sångtitel                    |
| ---- | ----------- | ---------------------------- |
| 1    | T-ara       | "Roly-Poly"                  |
| 2    | GG          | "Having An Affair"           |
| 3    | Kim Bum-soo | "Please"                     |
| 4    | 2NE1        | "Lonely"                     |
| 5    | Park Bom    | "Don't Cry"                  |
| 6    | f(x)        | "Pinocchio (Danger)"         |
| 7    | 2NE1        | "I Am the Best"              |
| 8    | Big Bang    | "Tonight"                    |
| 9    | Beast       | "On Rainy Days"              |
| 10   | IU          | "A Story Only I Didn't Know" |

### Album
- Lista över albumettor på Gaon Chart 2011

Det mest sålda albumet var The Boys av Girls' Generation med fler än 350 000 sålda skivor.
| Rank | Artist            | Albumtitel          |
| ---- | ----------------- | ------------------- |
| 1    | Girls' Generation | The Boys            |
| 2    | Super Junior      | Mr. Simple          |
| 3    | TVXQ              | Keep Your Head Down |
| 4    | JYJ               | In Heaven           |
| 5    | Beast             | Fiction and Fact    |
| 6    | Big Bang          | Tonight             |
| 7    | Super Junior      | A-CHa               |
| 8    | CNBLUE            | First Step          |
| 9    | Kim Hyun-joong    | Break Down          |
| 10   | Kim Hyun-joong    | Lucky               |

## Utmärkelser
| Prisutdelning           | Kategori          | Kategori                                | Kategori                                                                                           | Kategori                     |
| Prisutdelning           | Årets artist      | Årets nya artist                        | Årets album                                                                                        | Årets låt                    |
| ----------------------- | ----------------- | --------------------------------------- | -------------------------------------------------------------------------------------------------- | ---------------------------- |
| Gaon Chart Music Awards | —                 | Apink B1A4 Kim Bo-kyung Huh Gak         | TVXQ Keep Your Head Down Beast Fiction and Fact Super Junior Mr. Simple Girls' Generation The Boys | 12 vinnare                   |
| Golden Disc Awards      | 16 vinnare        | Apink B1A4 Boyfriend Dal Shabet Huh Gak | Super Junior Mr. Simple                                                                            | Girls' Generation "The Boys" |
| Korean Music Awards     | Kiha & The Faces  | ByeByeBadMan                            | Kiha & The Faces                                                                                   | IU "Good Day"                |
| Melon Music Awards      | Beast             | Huh Gak                                 | 2NE1 2NE1 2nd Mini Album                                                                           | IU "Good Day"                |
| Mnet Asian Music Awards | Girls' Generation | Huh Gak Apink                           | Super Junior Mr. Simple                                                                            | 2NE1 "I Am the Best"         |
| Seoul Music Awards      | Super Junior      | Apink B1A4 Boyfriend                    | IU Last Fantasy                                                                                    | T-ara "Roly-Poly"            |

## Händelser

### Evenemang
- 20 januari: Seoul Music Awards 2010 hålls i Kyunghee University i Seoul.[5]
- 24 november: Melon Music Awards 2011 hålls i Seoul Olympic Stadium i Seoul.[6]
- 29 november: Mnet Asian Music Awards 2011 hålls i Singapore Indoor Stadium i Singapore.[7]

### Bildanden
- A Cube Entertainment (skivbolag)
- Chrome Entertainment (skivbolag)
- Gaon Chart Music Awards (musikpris)[8]
- Simply K-pop (TV-program)
- The Show (TV-program)

### Avlidna
- Chae Dong-ha, född 23 juni 1981, död 27 maj 2011, var en manlig sydkoreansk sångare som tidigare var medlem i pojkbandet SG Wannabe. Han begick självmord 29 år gammal, detta tre år efter att ha lämnat gruppen 2008.[9]

## Artister

### Debuterande musikgrupper
|       |
| Apink |

|      |
| B1A4 |

|       |
| Blady |

|         |
| Block B |

|           |
| Boyfriend |

|             |
| Brave Girls |

|               |
| Busker Busker |

|          |
| Chocolat |

|            |
| Dal Shabet |

|            |
| F-ve Dolls |

|       |
| M.I.B |

|         |
| Phantom |

|       |
| Rania |

|          |
| Sistar19 |

|         |
| Stellar |

|               |
| Trouble Maker |

### Medlemsförändringar
- After School: E-Young går med gruppen. Bekah lämnar gruppen.
- Chocolat: Jaeyoon lämnar gruppen.
- F.Cuz: LeeU lämnar gruppen.
- Gavy NJ: Heeyoung lämnar gruppen.
- Jewelry: Yewon går med gruppen.
- Nine Muses: Bini och Rana lämnar gruppen.
- Rania: Joy lämnar gruppen.
- Sunny Hill: Misung går med gruppen.
- U-KISS: Hoon och AJ går med gruppen. Alexander och Kibum lämnar gruppen.

## Albumsläpp

### Första kvartalet
| Datum    | Artist         | Albumtitel                         |
| Januari  | Januari        | Januari                            |
| -------- | -------------- | ---------------------------------- |
| 5        | TVXQ           | Keep Your Head Down                |
| 6        | Infinite       | Evolution                          |
| 6        | Secret         | Shy Boy                            |
| 10       | MBLAQ          | BLAQ Style                         |
| 12       | Gavy NJ        | Latte                              |
| 12       | Teen Top       | Transform                          |
| 15       | JYJ            | Their Rooms "Our Story"            |
| 18       | G.NA           | Black & White                      |
| Februari |                |                                    |
| 16       | F-ve Dolls     | Charming Five Girls                |
| 16       | IU             | Real+                              |
| 24       | Big Bang       | Tonight                            |
| Mars     |                |                                    |
| 14       | SG Wannabe     | SG Wannabe by SG Wannabe 7 Part.II |
| 16       | TVXQ           | Before U Go                        |
| 17       | Infinite       | Inspirit                           |
| 17       | ZE:A           | Lovability                         |
| 21       | CNBLUE         | First Step                         |
| 30       | U-KISS         | Bran New Kiss                      |
| 31       | Orange Caramel | Bangkok City                       |

### Andra kvartalet
| Datum | Artist        | Albumtitel                               |
| April | April         | April                                    |
| ----- | ------------- | ---------------------------------------- |
| 5     | 4Minute       | 4minutes Left                            |
| 6     | Rania         | Teddy Riley, The First Expansion In Asia |
| 7     | Brave Girls   | The Difference                           |
| 7     | Rainbow       | So Girls                                 |
| 14    | Block B       | Do You Wanna B?                          |
| 14    | Dal Shabet    | Pink Rocket                              |
| 19    | Apink         | Seven Springs of A Pink                  |
| 20    | f(x)          | Pinocchio                                |
| 21    | B1A4          | Let's Fly                                |
| 29    | After School  | Virgin                                   |
| Maj   |               |                                          |
| 9     | Lim Jeong-hee | Golden Lady                              |
| 11    | F-ve Dolls    | Time to Play                             |
| 17    | Beast         | Fiction and Fact                         |
| 17    | Urban Zakapa  | 01                                       |
| 23    | Baek Ji-young | Pitta                                    |
| 24    | F.T. Island   | Return                                   |
| 27    | Gavy NJ       | Gavy Effect                              |
| Juni  |               |                                          |
| 1     | Secret        | Starlight Moonlight                      |
| 3     | Sunny Hill    | Midnight Circus                          |
| 14    | f(x)          | Hot Summer                               |
| 20    | 2PM           | Hands Up                                 |
| 21    | 8Eight        | 8eight                                   |
| 22    | Rainbow       | Sweet Dream                              |
| 23    | Block B       | New Kids on the Block                    |
| 23    | T-ara         | John Travolta Wannabe                    |

### Tredje kvartalet
| Datum     | Artist           | Albumtitel              |
| Juli      | Juli             | Juli                    |
| --------- | ---------------- | ----------------------- |
| 5         | Hyuna            | Bubble Pop!             |
| 6         | Girl's Day       | Everyday                |
| 8         | ZE:A             | Exciting                |
| 12        | MBLAQ            | Mona Lisa               |
| 18        | Miss A           | A Class                 |
| 20        | After School     | A.S. Red & Blue         |
| 21        | Infinite         | Over the Top            |
| 26        | Teen Top         | Roman                   |
| 27        | Gavy NJ          | Forget                  |
| 28        | 2NE1             | 2NE1 2nd Mini Album     |
| 29        | Brave Girls      | Back to Da Future       |
| Augusti   |                  |                         |
| 3         | Super Junior     | Mr. Simple              |
| 9         | Sistar           | So Cool                 |
| 11        | Dal Shabet       | Bling Bling             |
| 22        | T-ara            | Roly-Poly in Copacabana |
| 23        | G.NA             | Top Girl                |
| 25        | Leessang         | Asura Balbalta          |
| 29        | Davichi          | Love Delight            |
| 31        | U-KISS           | Neverland               |
| September |                  |                         |
| 6         | Kara             | Step                    |
| 16        | B1A4             | It B1A4                 |
| 19        | Super Junior     | A-CHa                   |
| 23        | Brown Eyed Girls | Sixth Sense             |
| 26        | Infinite         | Paradise                |
| 28        | JYJ              | In Heaven               |

### Fjärde kvartalet
| Datum    | Artist            | Albumtitel              |
| Oktober  | Oktober           | Oktober                 |
| -------- | ----------------- | ----------------------- |
| 10       | F.T. Island       | Memory in FTISLAND      |
| 13       | Orange Caramel    | Shanghai Romance        |
| 18       | Secret            | Moving in Secret        |
| 19       | Girls' Generation | The Boys                |
| 25       | M.I.B             | Most Incredible Busters |
| November |                   |                         |
| 7        | Wonder Girls      | Wonder World            |
| 11       | T-ara             | Black Eyes              |
| 17       | Rania             | Time to Rock da Show    |
| 22       | Apink             | Snow Pink               |
| 23       | Dynamic Duo       | Digilog 1/2             |
| 29       | IU                | Last Fantasy            |
| December |                   |                         |
| 8        | Girls' Generation | Mr. Taxi                |
| 15       | Chocolat          | I Like It               |